# Даян О'Ґрейді
Даян О'Ґрейді (англ. Diane O'Grady, 23 листопада 1967) — канадська академічна веслувальниця.
Бронзова призерка Олімпійських Ігор 1996 року в складі парної четвірки.
Переможниця Панамериканських ігор 1995 року в складі парної двійки.
Срібна призерка Чемпіонату світу 1995 року в складі парної четвірки.